# Randy Wayne
Randy Wayne (Moore, Oklahoma; 7 de agosto de 1981) es un actor estadounidense.
Wayne nació y se crio en Moore, Oklahoma. En 2002 participó en el programa de telerrealidad británico Shipwrecked. Posteriormente colaboró como actor invitado en 
varios programas de televisión como The Closer, Huff, NCIS, Jack & Bobby y Numb3rs. También interpretó el papel de Jeff Fenton, un adolescente poco brillante, en la sitcom Sons & Daughters (2006) de la cadena de televisión ABC. Uno de los papeles más reconocidos que ha interpretado fue el de Luke Duke en el telefilme The Dukes of Hazzard: The Beginning. Desde entonces ha protagonizado numerosas películas independientes, incluyendo Dream Boy, Grizzly Park y Foreign Exchange. En 2008 interpretó a Michael en la cinta The Haunting of Molly Hartley.
En 2009 participó en las películas Frat Party, The Last Hurrah y Ghost Town (película de terror del canal Syfy, que no debe confundirse con la película homónima de Ricky Gervais). En 2010 protagonizó la película To Save a Life (Para Salvar Una Vida), donde encarnó el papel Jake Taylor. Ese mismo año participó en la cinta The Trial junto a Matthew Modine. En 2011 actuó en Cougar Hunting y en cuatro episodios de la serie de televisión The Secret Life of the American Teenager, donde interpretó el papel de Frank. Entre el 2011 y 2012 intervino en quince capítulos de la serie The Lying Game, donde encarnó el papel de Justin Miller. En 2011 actuó en la película Honey 2, que fue  coprotagonizada por Katerina Graham. En 2011 participó en dos episodios de la serie de HBO True Blood.
En 2012 participó en la película Hardflip